# لاين بيرسي
لاين بيرسي (بالإنجليزية: Iain Percy)‏ هو متسابق يخت بريطاني، ولد في 21 مارس 1976 في ساوثهامبتون في المملكة المتحدة.

## وصلات خارجية
- لاين بيرسي على موقع الاتحاد الدولي للملاحة الشراعية (موقع قديم) (الإنجليزية)
- لاين بيرسي على موقع اللجنة الأولمبية الدولية (الإنجليزية)
- لاين بيرسي على موقع أوليمبيديا (الإنجليزية)
- لاين بيرسي على موقع اللجنة الأولمبية البريطانية (الإنجليزية)